# Линейные корабли типа Exeter
Тип линейных кораблей Ardent — четыре линейных корабля третьего ранга, построенных для Королевского флота Уильямом Баталеем по проекту, утверждённому в январе 1761 года. Тип кораблей был разработан Баталеем на основе другого его проекта — 32-пушечных фрегатов типа Richmond, разработанного в 1756 году.

## Корабли
- HMS Exeter

Строитель: Хенникер, Чатем

Заказан: 13 января 1761 года

Спущён на воду: 26 июля 1763 года

Выведен: сожжён в 1784 году

- HMS Europa

Строитель: Адамс, Лепе

Заказан: 16 декабря 1761 года

Спущён на воду: 21 апреля 1765 года

Выведен: разобран в 1814 году

- HMS Trident

Строитель: королевская верфь в Плимуте

Заказан: 4 декабря 1762 года

Спущён на воду: 20 апреля 1768 года

Выведен: продан в 1816 году

- HMS Prudent

Строитель: королевская верфь в Вулвиче

Заказан:  7 января 1762 года

Спущён на воду: 28 сентября 1768 года

Выведен: продан в 1814 году